# Experimentele muziek
Experimentele muziek of avant-gardemuziek is een aantal soorten muziek waarin wordt gebroken met de gebruikelijke opvattingen over wat muziek eigenlijk hoort te zijn. Als zodanig vormt het een ondervorm van wat algemeen als de avant-garde wordt aangeduid, een vernieuwing die zich vanaf het begin van de 20e eeuw op alle kunstzinnige gebieden manifesteerde, inclusief de muziek. 
De componist Arnold Schönberg (van gemengd Amerikaanse en Oost-Europese afkomst) wordt algemeen beschouwd als degene die aan het begin van de 20e eeuw deze tendens in gang zette. Tot zijn bekendste navolgers behoren Igor Stravinsky, Arthur Honegger, Alban Berg en Karlheinz Stockhausen. De Amerikaan John Cage zorgde er enkele decennia later voor dat de experimentele muziek als genre serieus genomen werd.  

## Kenmerken
Zoals bij andere kunststijlen die de grenzen verleggen van een genre, is er weinig consensus - zelfs niet onder de beoefenaars - over wat de grenzen zijn van experimentele muziek. Enerzijds is het een verlengstuk van traditionele muziek, door het toevoegen van onconventionele instrumenten, verbouwde instrumenten, scordatura, ruis, geluid, lawaai en andere vernieuwende elementen aan bestaande stukken. Anderzijds zijn er voorstellingen en opnames die de meeste luisteraars zelfs niet tot muziek zouden rekenen.
Sommige vormen van experimentele muziek gebruiken ook alternatieven voor de traditionele vormen van muzieknotatie.
Een experimentele vorm van elektronisch musiceren is bijvoorbeeld circuit bending. Door in elektronische velden kortsluitingen te solderen kunnen bijzondere klankvervormingen optreden. De Japanse Toshimaru Nakamura bijvoorbeeld bespeelt op die manier een no-input-mengpaneel.

## Experimentele rock
Deze stroming kwam op gang midden jaren 1960 met rockgrootheden als Velvet Underground, Frank Zappa, Captain Beefheart en Pink Floyd (Meddle, Atom Heart Mother). Enerzijds beïnvloed door jazzmusici als John Coltrane en Sun Ra en anderzijds avant-gardecomponisten als John Cage en Karlheinz Stockhausen begonnen bands vaste stramienen te doorbreken met andersoortige muzikale vormen.

## Varia
Een bekend Amerikaans experimenteel musicus was John Cage. John Lennon en Yoko Ono maakten die experimentele albums. Op een ervan stond ook een nummer dat uit niets anders bestond dan stilte en werd gezien als een hommage aan Cage en zijn "compositie" 4′33.

## Experimentele instrumentbouwers
- Harry Partch
- Hans Reichel
- Luigi Russolo
- Keith Rowe